# Constant Pieterse
Constant Elisa Pieterse (* 19. Juni 1895 in Amsterdam; † 27. März 1992 in Zwolle) war ein niederländischer Ruderer.

## Biografie
Constant Pieterse gewann zusammen C.H.J. Schleicher bei den Europameisterschaften 1921 in Amsterdam die Goldmedaille im Doppelzweier. Bei den Olympischen Sommerspielen 1924 in Paris nahm er in der Einer-Regatta teil. Dort schied er im Hoffnungslauf aus. Im Folgejahr wurde Pieterse im Einer Europameister. Zusammen mit Han Cox ging er bei den Olympischen Sommerspielen 1928 in der Doppelzweier-Regatta an den Start und gewann mit ihm 1930 in Lüttich EM-Bronze.